# Mastophora phrynosoma
Mastophora phrynosoma là một loài nhện trong họ Araneidae.
Loài này thuộc chi Mastophora. Mastophora phrynosoma được Willis J. Gertsch miêu tả năm 1955.